# Équipe cycliste Chateau d'Ax
Chateau d'Ax est une ancienne équipe cycliste italienne ayant existé de 1983 à 1993.

## Histoire de l'équipe
Elle devient l'équipe cycliste Polti en 1994.

## Principaux coureurs
- Gianni Bugno
- Laurent Fignon
- Francesco Moser
- Tony Rominger

## Palmarès

### Classiques
- Tour de Lombardie
  - Tony Rominger  (1989)
- Milan-San Remo
  - Gianni Bugno  (1990)
- Wincanton Classic
  - Gianni Bugno  (1990)
- Classique de Saint-Sébastien
  - Gianni Bugno  (1991)
- Liège-Bastogne-Liège
  - Dirk De Wolf  (1992)

### Grands Tours
- Tour d'Italie
  - 9 étapes : Franco Vona  (1988), Gianni Bugno  (1989, 1990, 1991)
    - 1 classement général : Gianni Bugno  (1990)

- Tour de France
  - 7 étapes : Valerio Tebaldi , Giovanni Fidanza  (1989), Laurent Fignon  (1992), Gianni Bugno  (1988, 1990, 1991)

### Autres courses
- Tirreno-Adriatico
  - Tony Rominger  (1989) - (1990)

## Liste des coureurs de l'équipe cycliste Chateau d'Ax

### 1983-1984-1985-1986
| 1983Mareno-Wilier Triestina - Antonio Alfonsini - Daniele Antinori - Nazzareno Berto - Giuliano Biatta - Walter Clivati - Giocondo Dalla Rizza - Mauro Longo - Francesco Masi - Giuliano Pavanello - Gianmarco Saccani - Massimo Santambrogio | 1984Supermercati Brianzoli - Antonio Bevilacqua - Giovanni Bottoia - Jonathan Boyer - Alfredo Chinetti - Maurizio Colombo - Giocondo Dalla Rizza - Mauro Longo - John Patterson - Giuliano Pavanello - Gianmarco Saccani - Massimo Santambrogio - Ole Kristian Silseth - Luigi Trevellin | 1985Supermercati Brianzoli - Gaetano Baronchelli - Gianbattista Baronchelli - Antonio Bevilacqua - Giovanni Bottoia - Alfredo Chinetti - Maurizio Colombo - Claudio Corti - Antonio Ferretti - Giovanni Mantovani - Gianni Zola | 1986Supermercati Brianzoli-Essebi - Roberto Amadio - Gaetano Baronchelli - Gianbattista Baronchelli - Antonio Bevilacqua - Giovanni Bottoia - Maurizio Colombo - Claudio Corti - Stefano Giuliani - Harald Maier - Dario Montani - Francesco Moser - Hubert Seiz - Dietrich Thurau - Gerhard Zadrobilek - Gianni Zola |

### 1987-1988-1989-1990
| 1987Supermercati Brianzoli-Chateau d'Ax - Vittorio Algeri - Stefano Allocchio - Roberto Amadio - Antonio Bevilacqua - Giovanni Bottoia - Claudio Corti - Stefano Giuliani - Milan Jurčo - Dario Montani - Francesco Moser - Tony Rominger - Hubert Seiz - Franco Vona - Gerhard Zadrobilek - Stefano Zanatta | 1988Chateau d'Ax-Salotti - Stefano Allocchio - Roberto Amadio - Ettore Badolato - Giovanni Bottoia - Gianni Bugno - Claudio Corti - Stefano Giuliani - Milan Jurčo - Francesco Moser - Alessandro Pozzi - Tony Rominger - Valerio Tebaldi - Ennio Vanotti - Franco Vona - Stefano Zanatta | 1989Chateau d'Ax-Salotti - Roberto Amadio - Ettore Badolato - Giovanni Bottoia - Gianni Bugno - Claudio Corti - Giovanni Fidanza - Milan Jurčo - Camillo Passera - Alessandro Pozzi - Tony Rominger - Valerio Tebaldi - Ennio Vanotti - Alberto Volpi - Franco Vona - Stefano Zanatta | 1990Chateau d'Ax-Salotti - Roberto Amadio - Ettore Badolato - Luigi Botteon - Gianni Bugno - Giuseppe Calcaterra - Giovanni Fidanza - Sergio Finazzi - Roberto Gusmeroli - Mario Kummer - Camillo Passera - Tony Rominger - Mauro Antonio Santaromita - Jan Schur - Mario Scirea - Valerio Tebaldi - Ennio Vanotti - Alberto Volpi - Franco Vona - Stefano Zanatta |

### 1991-1992-1993
| 1991Gatorade-Chateau d'Ax - Emanuele Bombini - Gianni Bugno - Giuseppe Calcaterra - Giovanni Fidanza - Marco Giovannetti - Ivan Gotti - Roberto Gusmeroli - Mario Kummer - Mario Manzoni - Camillo Passera - Mauro Antonio Santaromita - Jan Schur - Mario Scirea - Valerio Tebaldi - Alberto Volpi - Stefano Zanatta | 1992Gatorade-Chateau d'Ax - Gianni Bugno - Andrea Chiurato - Dirk De Wolf - Giovanni Fidanza - Laurent Fignon - Marco Giovannetti - Ivan Gotti - Mario Manzoni - Oscar Pelliccioli - Abelardo Rondón - Pello Ruiz Cabestany - Gene Samuel - Mauro Antonio Santaromita - Mario Scirea - Valerio Tebaldi - Rudy Verdonck - Alberto Volpi - Stefano Zanatta | 1993Gatorade - Bruno Boscardin - Gianni Bugno - Andrea Chiurato - Dirk De Wolf - Giovanni Fidanza - Laurent Fignon - Ivan Gotti - Mario Manzoni - Oscar Pelliccioli - Andrea Peron - Abelardo Rondón - Pello Ruiz Cabestany - Mario Scirea - Valerio Tebaldi - Rudy Verdonck - Stefano Zanatta |  |